# The Sweetest Taboo
The Sweetest Taboo är en pornografisk film från 1986, regisserad av Ken Gibbs. 

## Rollista
- Cynthia Brooks – Laurie
- Kimberly Carson
- Larry Harwood – Gordy
- Ron Jeremy – Gary
- Robert Kerman – Bob
- Desiree Lane – Jessica
- Ginger Lynn – Beth
- Peter North – kille i amatörfilmen
- Mindy Rae
- Tantala Ray – Lauries mamma
- Laurie Smith
- Paul Thomas – Glen
- Rene Tiffany – sjuksköterska i amatörfilmen

### Webbkällor
- The Sweetest Taboo på Internet Movie Database (engelska)